# Paweł (Atanatos)
Paweł, nazwisko świeckie Atanatos (ur. 1941 w Karditsa) – duchowny Greckiego Kościoła Prawosławnego, od 1995 biskup pomocniczy archidiecezji ateńskiej.

## Życiorys
Na diakona wyświęcony został w 1969, a święcenia kapłańskie przyjął w 1979. Chirotonię biskupią otrzymał 28 stycznia 1995 jako biskup pomocniczy arcybiskupstwa Aten ze stolicą tytularną Neochorion.